# Gheorghe Negrea
Gheorghe Negrea (ur. 21 kwietnia 1934 w Sybinie, zm.  w 2000) – rumuński bokser kategorii półciężkiej, srebrny medalista letnich igrzysk olimpijskich w Melbourne.
Zdobył trzy medale mistrzostw Europy, wszystkie w wadze półciężkiej: złoty w 1957 w Pradze oraz srebrne w 1959 w Lucernie i 1961 w Belgradzie.